# 원샷 (2021년 영화)
《원샷》(영어: One Shot)은 2021년 공개된 영국의 액션 전쟁 영화이다.

## 출연진

### 주연
- 스콧 앳킨스
- 애슐리 그린
- 라이언 필립